# Campeonato Chileno de Futebol de 1956 - Segunda Divisão
O Campeonato Chileno de Futebol de Segunda Divisão de 1956 foi a 5ª edição do campeonato do futebol do Chile, segunda divisão, no formato "Primera B". Em turno e returno os 8 clubes jogam todos contra todos. O Campeão é promovido para o Campeonato Chileno de Futebol de 1957. O último colocado iria para as Associações de Origem de Futebol do Chile - nível local.

## Participantes
| Equipe                                                | Cidade       | Região                  | No ano anterior                                        | Estádio                                   | Capacidade | Títulos        | Participações |
| ----------------------------------------------------- | ------------ | ----------------------- | ------------------------------------------------------ | ----------------------------------------- | ---------- | -------------- | ------------- |
| Club Deportivo Trasandino de Los Andes                | Los Andes    | Província de Aconcágua  | Terceiro Lugar                                         | Estádio Regional de Los Andes             | 2.500      | 0 (não possui) | 5             |
| Club Deportivo Alianza de Curicó                      | Curicó       | Província de Curicó     | Sexto Lugar                                            | Estádio La Granja                         | 8.000      | 0 (não possui) | 3             |
| Club de Deportes Unión La Calera                      | La Calera    | Província de Valparaíso | Vice Campeão                                           | Estádio Municipal Nicolás Chahuán Nazar   | 10.000     | 0 (não possui) | 2             |
| Club de Deportes de la Universidad Técnica del Estado | Santiago     | Província de Santiago   | Quinto Lugar                                           | Estádio da Universidad Técnica del Estado | 3.000      | 0 (não possui) | 3             |
| Club Deportivo San Bernardo Central                   | San Bernardo | Província de Santiago   | [ 1 ]                                                  | Estádio Maestranza                        | 4.000      | 0 (não possui) | 1             |
| Deportes Iberia                                       | Los Ángeles  | Provincia de Biobío     | Quarto Lugar                                           | Estádio Municipal de Los Ángeles          | 5.000      | 0 (não possui) | 2             |
| Club de Deportes La Serena                            | La Serena    | Província de Coquimbo   | Acesso pelas Associações de Origem de Futebol do Chile | Estádio La Portada                        | 18.500     | 0 (não possui) | 1             |
| Club Deportivo Universidad Católica                   | Las Condes   | Província de Santiago   | Rebaixado do Campeonato Chileno de Futebol de 1955     | Estádio Independência                     | 13.500     | 0 (não possui) | 1             |

## Campeão
| Campeão Chileno Segunda Divisão 1956                                 |
| -------------------------------------------------------------------- |
| Club Deportivo Universidad Católica (Las Condes) (1º título) Campeão |